# Marlies Oester
Marlies Oester (Adelboden, Suiza, 22 de agosto de 1976) es una esquiadora retirada que ganó una medalla de bronce en el Campeonato del Mundo de 2003 y logró una victoria en la Copa del Mundo de Esquí Alpino (con un total de dos podiums).

## Resultados

### Juegos Olímpicos de Invierno
- 2002 en Salt Lake City, Estados Unidos
  - Combinada: 4.ª

### Campeonatos Mundiales
- 1997 en Sestriere, Italia
  - Combinada: 5.ª
  - Descenso: 31.ª
- 2001 en Sankt Anton am Arlberg, Austria
  - Eslalon: 14.ª
- 2003 en St. Moritz, Suiza
  - Combinada: 3.ª
  - Eslalon Gigante: 14.ª
  - Eslalon: 14.ª
- 2005 en Bormio, Italia
  - Combinada: 14.ª
  - Eslalon Gigante: 18.ª

### Copa del Mundo

#### Clasificación general Copa del Mundo
- 1994-1995: 81.ª
- 1995-1996: 42.ª
- 1996-1997: 41.ª
- 1997-1998: 96.ª
- 1998-1999: 78.ª
- 1999-2000: 120.ª
- 2000-2001: 79.ª
- 2001-2002: 32.ª
- 2002-2003: 42.ª
- 2003-2004: 44.ª
- 2004-2005: 59.ª
- 2005-2006: 99.ª

#### Clasificación por disciplinas (Top-10)
- 2001-2002:
  - Eslalon: 9.ª
- 2002-2003:
  - Combinada: 6.ª

#### Victorias en la Copa del Mundo (1)

##### Eslalon (1)
| Fecha               | Lugar         |
| ------------------- | ------------- |
| 20 de enero de 2002 | Berchtesgaden |